# Paul Cuffe

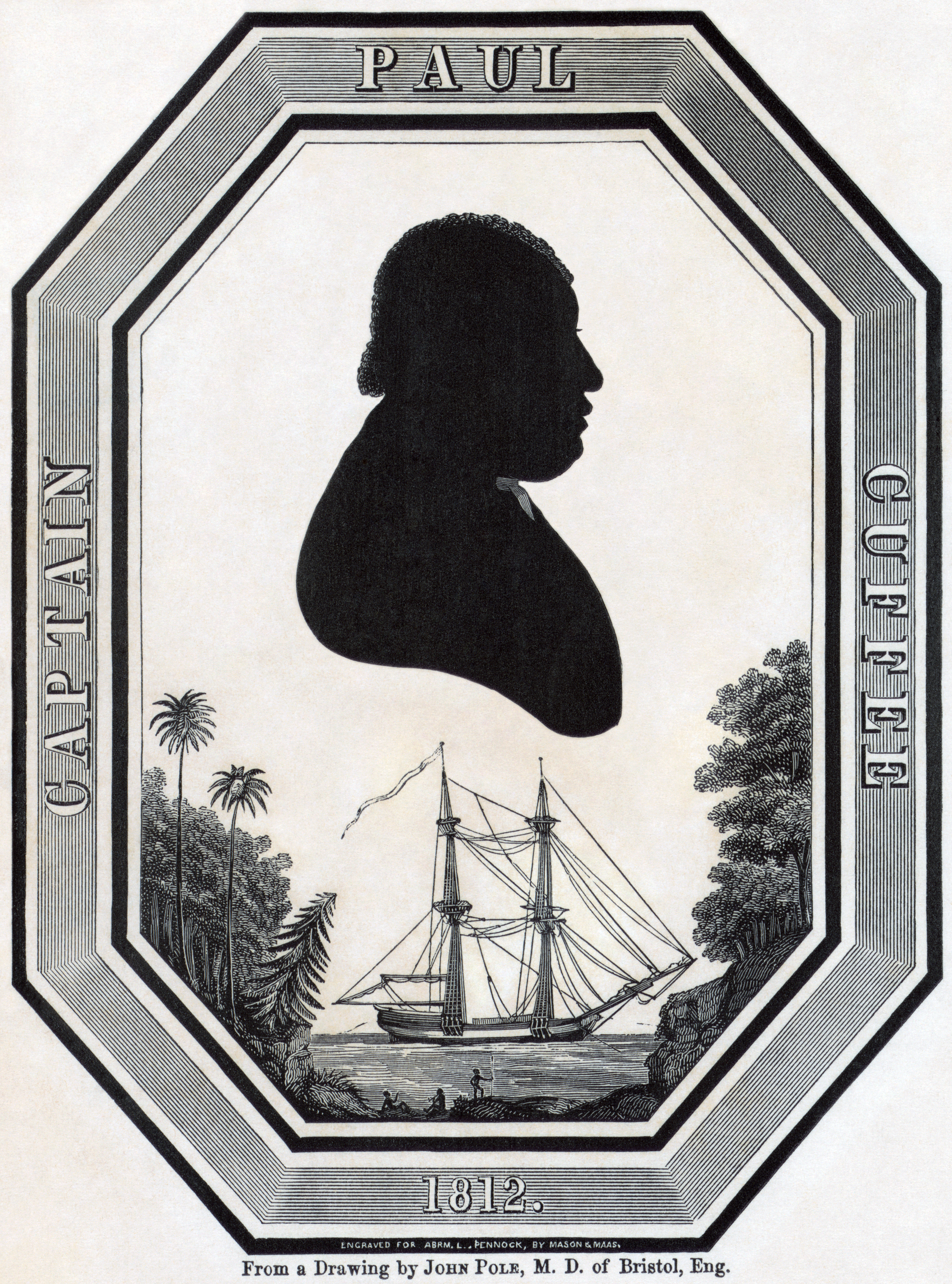
Paul Cuffe, gravure de 1812 à partir d'une peinture de John Pele.

Paul Cuffe (ou Cuffee) né le 17 janvier 1759 à  Cuttyhunk Island dans l'état du Massachusetts, mort le 9 septembre 1817 à Westport, Massachusetts est un homme d'affaires, un armateur, abolitionniste et voyageur américain.

## Biographie
Fils d'un esclave Ashanti et d'une amérindienne, il fait fortune dans la construction navale,.
Quaker, il crée une école pour les enfants d'affranchis à Westport et voyage en Sierra Leone pour y étudier la possibilité d'implantation des esclaves libérés. Il y fera transporter trente-huit esclaves libres en 1815-1816. Son idée est à l'origine de la formation du futur Liberia.